# Paul Ben-Victor
Paul Ben-Victor (Brooklyn, 24 luglio 1965) è un attore statunitense.

## Filmografia parziale

### Cinema
- Assalto al network (Pass the Ammo), regia di David Beaird (1987)
- La recluta (The Rookie), regia di Clint Eastwood (1990)
- Fuga dal mondo dei sogni (Cool World), regia di Ralph Bakshi (1992)
- Una vita al massimo (True Romance), regia di Tony Scott (1993)
- Squadra investigativa speciale S.I.S. giustizia sommaria (Extreme Justice), regia di Mark L. Lester (1993)
- Tombstone, regia di George P. Cosmatos e Kevin Jarre (1993)
- Missione senza nome - Red Scorpion 2 (Red Scorpion 2), regia di Michael Kennedy (1994)
- Maximum Risk, regia di Ringo Lam (1996)
- Un canestro per due (The 6th Man), regia di Randall Miller (1997)
- Uno sbirro tuttofare (Metro), regia di Thomas Carter (1997)
- Point Blank - Appuntamento con la morte (Point Blank), regia di Matt Earl Beesley (1998)
- A Civil Action, regia di Steven Zaillian (1998)
- The Corruptor - Indagine a Chinatown (The Corruptor), regia di James Foley (1999)
- Pazzi in Alabama (Crazy in Alabama), regia di Antonio Banderas (1999)
- Gun Shy - Un revolver in analisi (Gun Shy), regia di Eric Blakeney (2000)
- Daredevil, regia di Mark Steven Johnson (2003)
- Don Jon, regia di Joseph Gordon-Levitt (2013) – voce
- Empire State, regia di Dito Montiel (2013)
- Il grande match (Grudge Match), regia di Peter Segal (2013)
- Duri si diventa (Get Hard), regia di Etan Cohen (2015)
- Il massacro di Amityville (The Amityville Murders), regia di Daniel Farrands (2018)
- Monster, regia di Anthony Mandler (2021)
- The Irishman, regia di Martin Scorsese (2019)
- The Banker, regia di George Nolfi (2020)
- Omicidio a Los Angeles (Last Looks), regia di Tim Kirkby (2022)
- The Plane (Plane), regia di Jean-François Richet (2023)
- The Collective, regia di Tom DeNucci (2023)
- Flight Risk - Trappola ad alta quota (Flight Risk), regia di Mel Gibson (2025)

### Televisione
- L'ultimo fuorilegge (The Last Outlaw), regia di Geoff Murphy (1993)
- X-Files (The X-Files) - serie TV, 1 episodio (1994)
- Ed McBain's 87th Precinct: Heatwave, regia di Douglas Barr - film TV (1997)
- Ultime dal cielo (Early Edition) - serie TV, 1 episodio (1999)
- The Invisible Man - serie TV, 45 episodi (2000-2002)
- The Wire - serie TV, 17 episodi (2003-2008)
- Entourage - serie TV, 7 episodi (2005-2008)
- Alias - serie TV, 1 episodio (2005)
- Detective Monk (Monk) - serie TV, episodio 4x05 (2005)
- Close to Home - Giustizia ad ogni costo (Close to Home) - serie TV, 3 episodi (2006-2007)
- The Shield - serie TV, 1 episodio (2006)
- In Plain Sight - Protezione testimoni (In Plain Sight) - serie TV, 58 episodi (2008-2012)
- Hawaii Five-0 - serie TV, 1 episodio (2013)
- Person of Interest - serie TV, 1 episodio (2013)
- True Detective - serie TV, 1 episodio (2014)
- Castle - serie TV, episodio 7x10 (2014)
- Vinyl - serie TV, 10 episodi (2016)
- Law & Order - Unità vittime speciali (Law & Order: Special Victims Unit) - serie TV, 2 episodi (2019)
- FBI - serie TV, episodio 1x21 (2019)
- Pam & Tommy – serie TV, 4 episodi (2022)
- FBI: Most Wanted - serie TV, episodio 3x20 (2022)
- Avvocato di difesa (The Lincoln Lawyer) -  serie TV, 3 episodi (2024)

## Doppiatori italiani
Nelle versioni in italiano delle opere in cui ha recitato, Paul Ben-Victor è stato doppiato da:
- Stefano De Sando in Daredevil, In Plain Sight - Protezione testimoni, Close to Home - Giustizia ad ogni costo, Empire State, FBI, FBI: Most Wanted, Omicidio a Los Angeles
- Gerolamo Alchieri in Alias, Hawaii Five-0, Castle, Law & Order - Unità vittime speciali
- Ambrogio Colombo in Incubo d'amore, Ed McBain's 87th Precinct: Heatwave, Vinyl, Flight Risk - Trappola ad alta quota
- Stefano Mondini in Maximum Risk, Ultime dal cielo, The Mentalist, Allegiance
- Enrico Di Troia in A Civil Action, Person of Interest
- Edoardo Siravo in CSI: NY, Golia
- Fabrizio Pucci ne Il grande match, The Banker
- Saverio Indrio in Duri si diventa, Bull
- Angelo Nicotra in La recluta
- Giorgio Locuratolo in X-Files
- Angelo Maggi in Uno sbirro tuttofare
- Massimo Lodolo in The Corruptor - Indagine a Chinatown
- Vittorio Stagni in Pazzi in Alabama
- Wladimiro Grana in Chi ha ucciso la signora Dearly?
- Roberto Draghetti in CSI - Scena del crimine
- Paolo Buglioni in Detective Monk
- Gaetano Varcasia in The Wire (st. 2)
- Luigi Scribani in The Wire (st. 4-5)
- Maurizio Reti in Gunshy - Un revolver in analisi
- Sergio Troiano in Invisible man
- Luciano Roffi in The Shield
- Ennio Coltorti in True Detective
- Danilo Bruni in Preacher
- Gianni Giuliano in The Irishman
- Roberto Fidecaro in Pam & Tommy
- Dario Oppido in The Collective
- Oliviero Dinelli in Nobody Wants This
- Pasquale Anselmo in Avvocato di difesa - The Lincoln Lawyer

Da doppiatore è sostituito da:
- Gerolamo Alchieri in Don Jon